# Hedwig Tarner
Hedwig Tarner (* 10. Oktober 1960 in Beelen) ist eine deutsche Politikerin (Bündnis 90/Die Grünen). Sie ist seit 2022 Abgeordnete im Landtag von Nordrhein-Westfalen, dem sie bereits zuvor von 1995 bis 2000 angehörte.

## Leben und Beruf
Nach dem Schulbesuch mit dem Abschluss Abitur absolvierte sie eine Ausbildung zur Bürokauffrau und war danach als Sachbearbeiterin beschäftigt. Von 1983 bis 1991 studierte sie Geographie an der Freien Universität Berlin und an der Universität Münster. Anschließend war sie als wissenschaftliche Mitarbeiterin tätig.
Der Partei Bündnis 90/Die Grünen gehört Tarner seit 1989 an. Sie ist in zahlreichen Parteigremien tätig. 
Hedwig Tarner ist Vorstandsmitglied bei dem Verein urgewald.

## Abgeordnete
Vom 1. Juni 1995 bis zum 1. Juni 2000 war Tarner Mitglied des Landtags des Landes Nordrhein-Westfalen. Sie wurde über die Landesliste ihrer Partei gewählt. Außerdem war sie von 1989 bis 1991 im Rat der Stadt Warendorf vertreten. Bei der Landtagswahl 2022 wurde sie nach fast 22 Jahren erneut über die Landesliste der Grünen in den Landtag gewählt.

## Auszeichnungen
Am 10. September 2009 hat Hedwig Tarner das Bundesverdienstkreuz erhalten.